# Addis-Einschienenbahn

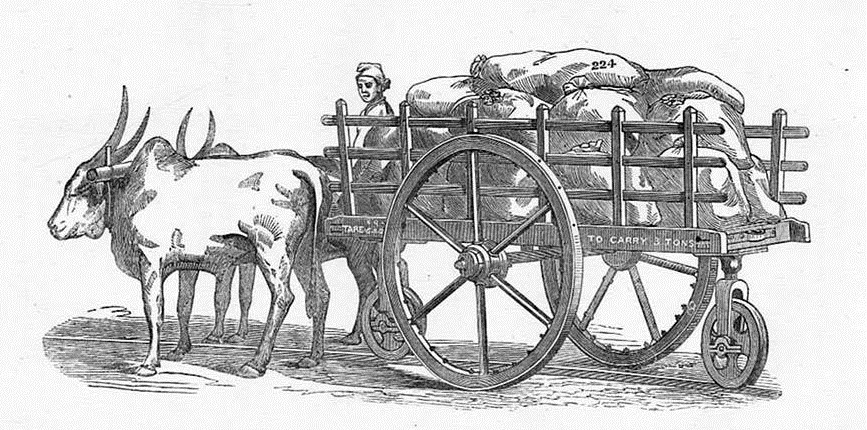
Addis' Single Rail tramway in Roorkee Treatise on Civil Engineering in India, 1877

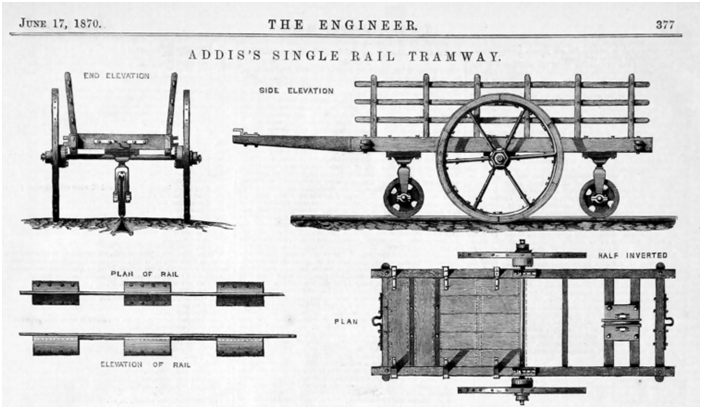
Addis-Einschienenbahn, in The Engineer vom 17. Juni 1870, S. 377

Die Addis-Einschienenbahn (englisch: Addis’s Single Rail Tramway) war ein 1869 von William Judson Addis erfundenes Einschienenbahnsystem.

## Geschichte
William Judson Addis aus Thane (früher Tanna) in Indien erfand, patentierte und entwickelte eine Einschienenbahn, auf der Ochsenkarren fuhren. Ihre Doppelspurkranz-Räder übertrugen den größten Teil der Last auf die Metallschiene, während zwei konventionelle Stützräder das Umkippen verhinderten. Ein mit drei Tonnen beladener Wagen konnte leicht von zwei Zugochsen gezogen werden.
Addis erhielt sein erstes Patent 1869 und ein zweites Patent mit Verbesserungen der Schienen 1870. Die Investitionskosten für Schwellen und Schienen betrugen weniger als die Hälfte einer konventionellen Schmalspurbahn, so dass ein Kilometer für gut 3000 Indische Rupien verlegt werden konnte. Die Schienen wurden rechts und links von bestehenden Straßen verlegt, jeweils eine in jede Richtung. Sie standen nur 40–50 mm (1½–2 Zoll) über das Straßenniveau hervor, so dass der gewöhnliche Verkehr möglichst wenig beeinträchtigt wurde.
Um die Vorteile seiner Erfindung zu demonstrieren, verlegte W. J. Addis eine Versuchsstrecke in seinem Eisenhüttenwerk in Thane, auf denen zwei von ihm gebaute Loren fuhren. Ein Teil der Strecke hatte eine Steigung von 1 in 40 (25 ‰) und der andere, in der Ebene einen Bogen mit einem Radius von nur 3 Metern. Die Versuchsstrecke wurde von vielen Regierungsmitarbeitern und anderen besichtigt, die von der Leichtigkeit, mit der zwei Zugochsen einen mit drei Tonnen beladenen Wagen ziehen konnten, begeistert waren.
Die Spurkranz-geführten Räder in der Mitte waren über eine Spindel in der Höhe verstellbar, so dass die Stützräder etwa 25–50 mm oberhalb des Straßenniveaus positioniert wurden und nahezu das gesamte Gewicht über die Schiene übertragen wurde, um die Reibung zu minimieren. Bei einigen Versuchen wurde ein Holzklotz auf die Straße gelegt, über das eines der Stützräder fahren konnte, ohne dass die Lore entgleiste. Auch durch ein kleines Schlagloch kam es nicht zu Unfällen.
Eine 2 km lange Strecke wurde von Kalyan nach Kalyan Bunder verlegt, um Salz zu transportieren. Eine 5,6 km lange, zweigleisige Strecke sollte zwischen dem Bahnhof Mhyjee an der Great Indian Peninsula Railway (GIPR) zum Festplatz von Mhyjee gelegt werden, das auch Maheji oder Chinchkhed genannt wurde.